# Pyrgi (Chios)
Pyrgi of Pyrgi Chiou (Grieks: Πυργί of Πυργί Χίου) is een van de twintig Mastiekdorpen op het eiland Chios in Griekenland. Het is het hoofddorp van de mastiekdorpen.
Het onderscheidt zich van de andere dorpen door de unieke geometrische motieven, de xystra (ξυστρά). De muren van de huizen worden achtereenvolgens met zwart zand en witte kalk bedekt. Daarna schraapt men de kalk er terug af in geometrische motieven. Enkel huizen in Pyrgi en huizen elders van wie van Pyrgi afkomstig is, mogen de xystra-techniek gebruiken